# Amade de Marrocos
Mulei Amade (em árabe: ﻣﻮﻻﻱ أحمد; romaniz.: Mawlāyy Aḥmad) ou Abu Alabás Amade ibne Ismail, foi sultão de Marrocos da dinastia alauita e reinou entre 1727–1728 e 1728–1729.